# Bésame mucho
Bésame mucho (с исп. — «Поцелуй меня крепко») — песня в жанре кубинского болеро, написанная в 1932 году мексиканской пианисткой Консуэло Веласкес; одна из известнейших песен XX века. Существуют сотни её исполнений (в том числе в переводе на разные языки), а также инструментальных версий.

## История
Фраза «bésame mucho», давшая название песне, дословно переводится на русский как «целуй меня много». Консуэло рассказывала, что эту песню она написала в 15 лет, когда ещё сама ни с кем не целовалась. Её вдохновила ария «Quejas, o la Maja y el Ruiseñor» из оперы испанского композитора Энрике Гранадоса «Гойески» (1916).
Первым записал эту песню тенор Эмилио Туэро (Мексика-Испания). The Beatles многократно исполняли её на концертах начиная с 1962 года (хотя студийная запись была издана только в 1995 году).
В СССР композиция долгое время считалась кубинской народной песней, и только после того, как в конце 1970-х годов Консуэло Веласкес посетила Москву для участия в качестве члена жюри в Международном конкурсе имени П. И. Чайковского, ошибка была исправлена.

## Текст
| Оригинальный текст | В переводе | В переводе |
| «Besame Mucho» | «Зацелуй меня» | «Песня сердца» |
| --- | --- | --- |
| Bésame, bésame mucho, Сomo si fuera esta noche la última vez. Bésame, bésame mucho Que tengo miedo tenerte y perderte después. Quiero tenerte muy cerca, Mirarme en tus ojos, verte junto a mí. Piensa que tal vez mañana Yo ya estaré lejos, muy lejos de ti. Bésame, bésame mucho, Como si fuera esta noche la última vez Bésame, bésame mucho, Que tengo miedo tenerte y perderte después. | Я прошу, целуй меня жарко, Так жарко, как если бы ночь нам осталась одна. Я прошу, целуй меня сладко, Тебя отыскав вновь боюсь потерять навсегда. Хочу к тебе ближе быть, Видеть в глазах твоих преданность только лишь мне. Я завтра исчезну, Но эти мгновения будут со мною везде. Я прошу, целуй меня жарко, Так жарко, как если бы ночь нам осталась одна. Я прошу, целуй меня сладко, Мне так суждено: отыскав, потерять навсегда. | В грустный час, в час расставанья, Слёзы сдержи, дорогая, не плачь, не тоскуй. В грустный час ты на прощанье Крепче целуй меня, крепче, родная, целуй. Ночь ведь последняя скоро кончается, Завтра буду далеко. Страшно терять тебя, сердце прощается, Счастье забыть нелегко. В грустный час ласковым взглядом Сердце согрей мне, родная, на долгие дни. В грустный час плакать не надо. Крепче, нежней на прощанье меня обними! Ночь ведь последняя скоро кончается. Завтра буду далеко. Страшно терять тебя, сердце прощается, Счастье забыть нелегко. |

## Использование в кино
Песня или её мелодия звучит во множестве фильмов. В ленте «Касабланка — гнездо шпионов» (1963) она звучит в исполнении испанской звезды
Сары Монтьель, сыгравшей главную роль. «Мы всегда говорим «до свидания»» (1986) звучит на танцплощадке в Иерусалиме, действие происходит в годы Второй Мировой войны.  В советском фильме «Москва слезам не верит» (1980) песня звучит дважды: в первой серии в исполнении группы «Los Paraguayos», во второй — инструментальная версия (исполненная эстрадным оркестром п/у Поля Мориа).  В обоих случаях песня сопровождает сцены неудачных отношений главной героини с мужчинами. В 14-м выпуске мультсериала «Ну, погоди!» использована мелодия «Bésame mucho» в аранжировке К. Вундерлиха.